# Faget-Abbatial
Faget-Abbatial (gaskognisch: Faget Abadiau) ist eine französische Gemeinde mit 215 Einwohnern (Stand: 1. Januar 2022) im Département Gers in der Region Okzitanien. Sie gehört zum Arrondissement Mirande und zum Kanton Astarac-Gimone. Die Einwohner werden Fagétois(es) genannt.

## Lage
Faget-Abbatial liegt nahe dem Fluss Arros. Umgeben wird Faget-Abbatial von den Nachbargemeinden Lartigue im Norden, Sémézies-Cachan im Osten, Simorre im Südosten, Lamaguère im Süden, Monferran-Plavès im Westen und Südwesten sowie Traversères im Nordwesten.

## Bevölkerung
| Jahr                                                | 1962 | 1968 | 1975 | 1982 | 1990 | 1999 | 2006 | 2013 | 2020 |
| Einwohner                                           | 278  | 226  | 201  | 217  | 201  | 211  | 228  | 225  | 218  |
| Quellen: Cassini und INSEE; heutiges Gemeindegebiet |      |      |      |      |      |      |      |      |      |

## Sehenswürdigkeiten
- Abteikirche Saint-Sauveur aus dem 9. Jahrhundert

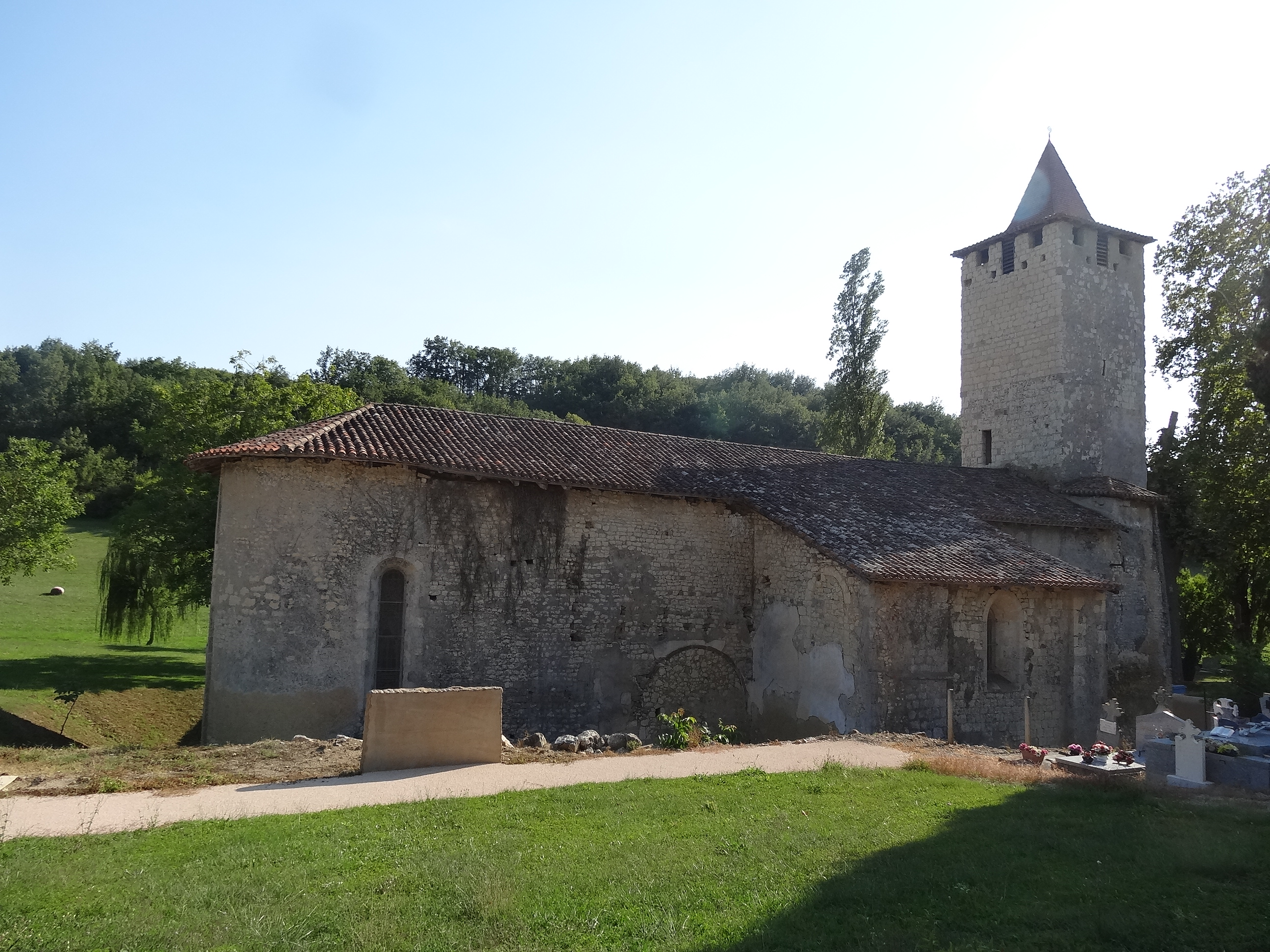
Abteikirche Saint-Sauveur